# Jacek Bednarek (lekkoatleta)
Jacek Bednarek (ur. 27 stycznia 1964 w Rybniku) – polski lekkoatleta chodziarz, olimpijczyk.

## Osiągnięcia
Startował na igrzyskach olimpijskich w 1988 w Seulu, gdzie w chodzie na 50 kilometrów zajął 24. miejsce. Wystąpił także na halowych mistrzostwach Europy w 1987 w Liévin, gdzie zakwalifikował się do finału w chodzie na 5000 metrów, ale go nie ukończył (dyskwalifikacja).
Uczestnik Pucharów świata w chodzie sportowym:
| Edycja | Miejsce      | Konkurencja   | Rezultat     | Czas    |
| 1985   | St. John's   | chód na 20 km | 22. miejsce  | 1:28:10 |
| 1987   | Nowy Jork    | chód na 20 km | 31. miejsce  | 1:26:20 |
| 1989   | L’Hospitalet | chód na 50 km | 21. miejsce  | 4:00:43 |
| 1991   | San Jose     | chód na 50 km | 22. miejsce  | 4:03:31 |
| 1993   | Monterrey    | chód na 50 km | nie ukończył |         |

Bednarek był mistrzem Polski w 1989 w chodzie na 50 kilometrów oraz brązowym medalistą w 1984 w chodzie na 20 kilometrów. Przez większą część kariery był zawodnikiem ROW Rybnik.

## Rekordy życiowe
- chód na 5000 metrów (hala) – 19:20,66 (21 lutego 1987, Liévin) – 8. wynik w historii polskiej lekkoatletyki[5]
- Chód na 20 kilometrów – 1:24:19 (13 września 1986, Warszawa)
- Chód na 50 kilometrów – 3:51:34 (31 lipca 1988, Södertälje) – 14. wynik w historii polskiej lekkoatletyki[6]
- Chód na 50 000 metrów – 3:52:53,0 (15 maja 1992, Bergen (Fana)) – rekord Polski[7]